# 第二次顏惠慶內閣
第二次顏惠慶內閣成立於民國13年（1924年）9月14日，結束於同年10月31日。
顏閣成立之時，正值東南江浙戰爭結束不久，而第二次直奉戰爭剛剛打響，全國局勢一片混亂，北京政府已無制衡大局能力。顏惠慶雖為國務總理，但是此次組閣，根本沒有實際權力，王毓芝、李彥青、陸錦、吳毓麟等人在剛開始時就掌握國事全權。而後來9月17日，曹錕電請吳佩孚帶軍進京主持大局後，內閣形同虛設。
10月23日，馮玉祥倒戈，聯同胡景翼、孫岳發動北京政變，囚禁曹錕逼其退位。顏閣於是正式瓦解。

## 內閣成員
| 職位     | 姓名   | 備注 |
| -------- | ------ | ---- |
| 國務總理 | 顏惠慶 |      |
| 外交總長 | 顧維鈞 |      |
| 內務總長 | 顏惠慶 | 兼任 |
| 財政總長 | 王克敏 |      |
| 陸軍總長 | 陸錦   |      |
| 海軍總長 | 李鼎新 |      |
| 司法總長 | 薛篤弼 |      |
| 教育總長 | 黃郛   |      |
| 農商總長 | 高凌霨 |      |
| 交通總長 | 吳毓麟 |      |